# TD 가든
TD 가든(영어: TD Garden)은 미국 매사추세츠주 보스턴에 위치한 실내 경기장이다. NBA 보스턴 셀틱스와 NHL 보스턴 브루인스의 홈경기장으로 사용되고 있다.
1998년 3월 29일, WWF 레슬마니아 14가 개최되었다. 관객 수는 19,028명.
| NHL 올스타전 개최 경기장 |                   |               |
| 1995년                   | 1996년 플리트센터 | 1997년        |
| 파업으로 인해 미개최     | 1996년 플리트센터 | 산호세 아레나 |
|                          |                   |               |
|                          |                   |               |

## WNBA경기
| 날짜            | 팀1                   | 스코어  | 팀2         |
| --------------- | --------------------- | ------- | ----------- |
| 2024년 8월 21일 | 로스앤젤레스 스파크스 | 61 - 69 | 코네티컷 선 |
| 2025년 7월 15일 | 인디애나 피버         | 85 - 77 | 코네티컷 선 |

## 같이 보기
- 매슈스 아레나